# Entelodontidae
Entelodontidae, gli entelodonti, sono una famiglia di artiodattili estinti superficialmente simili a suini vissuti nell'emisfero boreale (Asia, Europa e Nord America) dall'Eocene superiore al Miocene medio, circa 38-19 milioni di anni fa. Le loro grandi teste, muso basso, l'andatura stretta e la proposta dieta onnivora li rendono simili ai suini (veri maiali) e ai tayassuidi (pecari), tanto che storicamente questi animali erano considerati parenti stretti dei suini su una base puramente morfologica. Tuttavia, successivi studi che combinano dati morfologici e molecolari (genetici) sugli artiodattili suggeriscono invece che gli entelodonti fossero cetancodontamorfi, più strettamente imparentati con ippopotami e cetacei che con maiali o altri ungulati.

## Descrizione
Gli entelodonti erano mammiferi di medie-grandi dimensioni e in molti casi rappresentavano i mammiferi più grandi dei loro rispettivi ecosistemi. Il più grande entelodonte conosciuto da uno scheletro completo era Daeodon, un entelodonte nordamericano che poteva raggiungere un peso stimato di 750 kg,  e un'altezza massima al garrese di 2,1 metri. Si stima che la specie euroasiatica Paraentelodon intermedium, conosciuta principalmente per denti e mascelle, raggiungesse dimensioni simili a quelle di Daeodon.

### Cranio

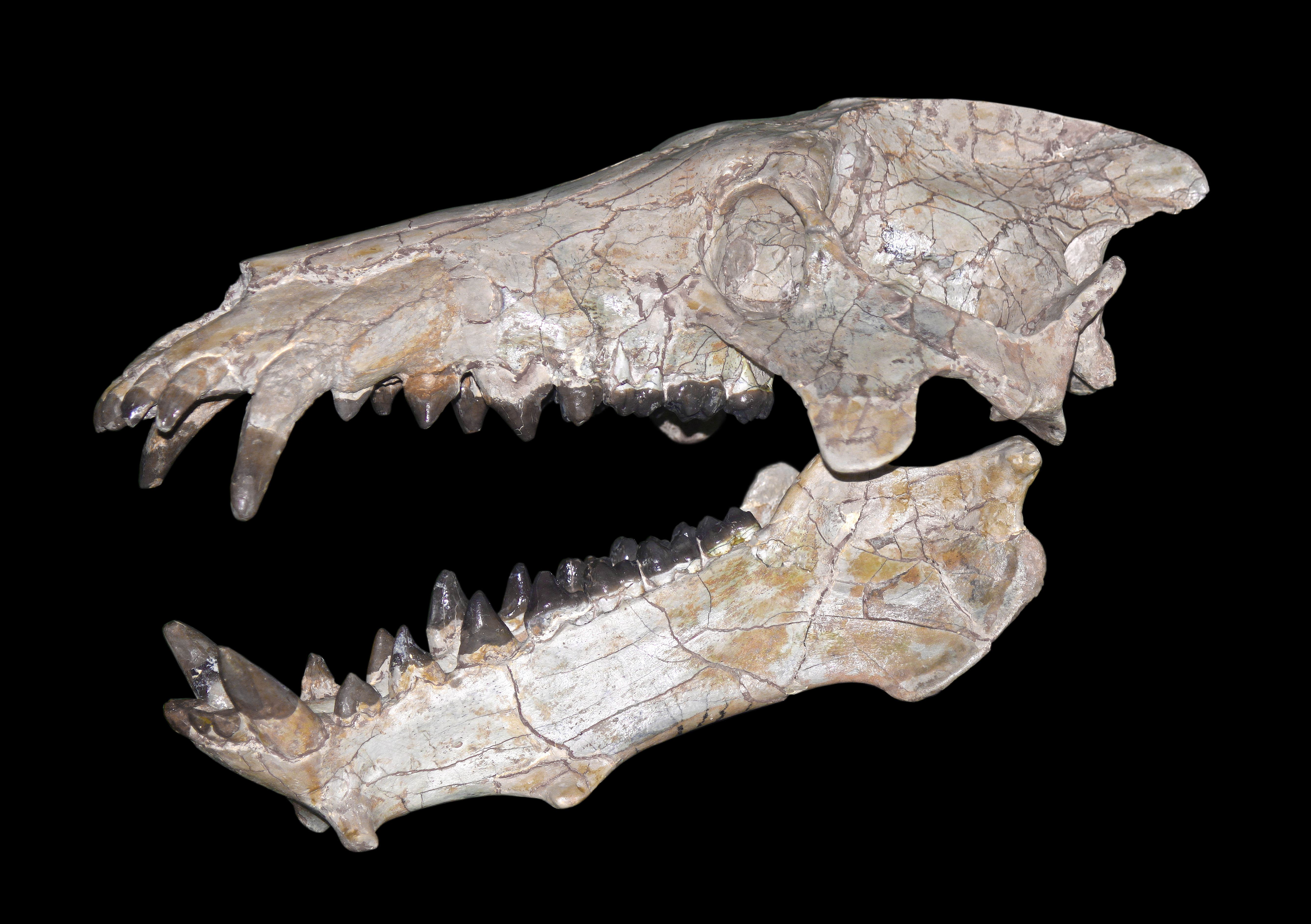
Cranio di Archaeotherium mortoni

Gli entelodonti avevano teste enormi, ornate da distintive espansioni ossee che variavano di specie in specie e, in alcuni generi, tra i sessi. Gli archi zigomatici (zigomi) si sviluppavano in enormi flange giugali che sporgevano verso il basso e verso l'esterno. Inoltre, la parte inferiore della mandibola presentava tipicamente una o due paia di tubercoli mandibolari a forma di pomello. Questi non sono sempre diagnostici per taxa specifici: spesso le dimensioni e la presenza dei tubercoli era variabile all'interno di una singola specie.
Il muso era stretto e allungato, specialmente nelle specie più recenti. Il cranio era robusto, con forti arcate zigomatiche e postorbitali che formavano l'orlo di voluminose fosse temporali, separate da un'affilata cresta sagittale. Tuttavia, la parte posteriore del cranio era molto più corta del muso e la scatola cranica era relativamente piccola. La maggior parte della scatola cranica ospitava i grandi seni paranasali e bulbi olfattivi nella parte anteriore, mentre il cervello era sottosviluppato. I grandi bulbi olfattivi sono, probabilmente, indicativi di un ottimo senso dell'olfatto. Inoltre, le orbite sono orientate più in avanti rispetto alla maggior parte degli artiodattili, suggerendo che gli entelodonti avevano una visione binoculare. Rispetto ad altri artiodattili, la mascella era snella nella parte posteriore, con un processo coronoideo corto e triangolare spostato in avanti. Il condilo mandibolare (articolazione mascellare) è arretrato e al di sotto del livello della fila dei denti. La sinfisi mandibolare (mento) era fusa e le ossa pterigoidee lungo il centro del palato erano collegate da una forte sutura interdigitante.

### Denti

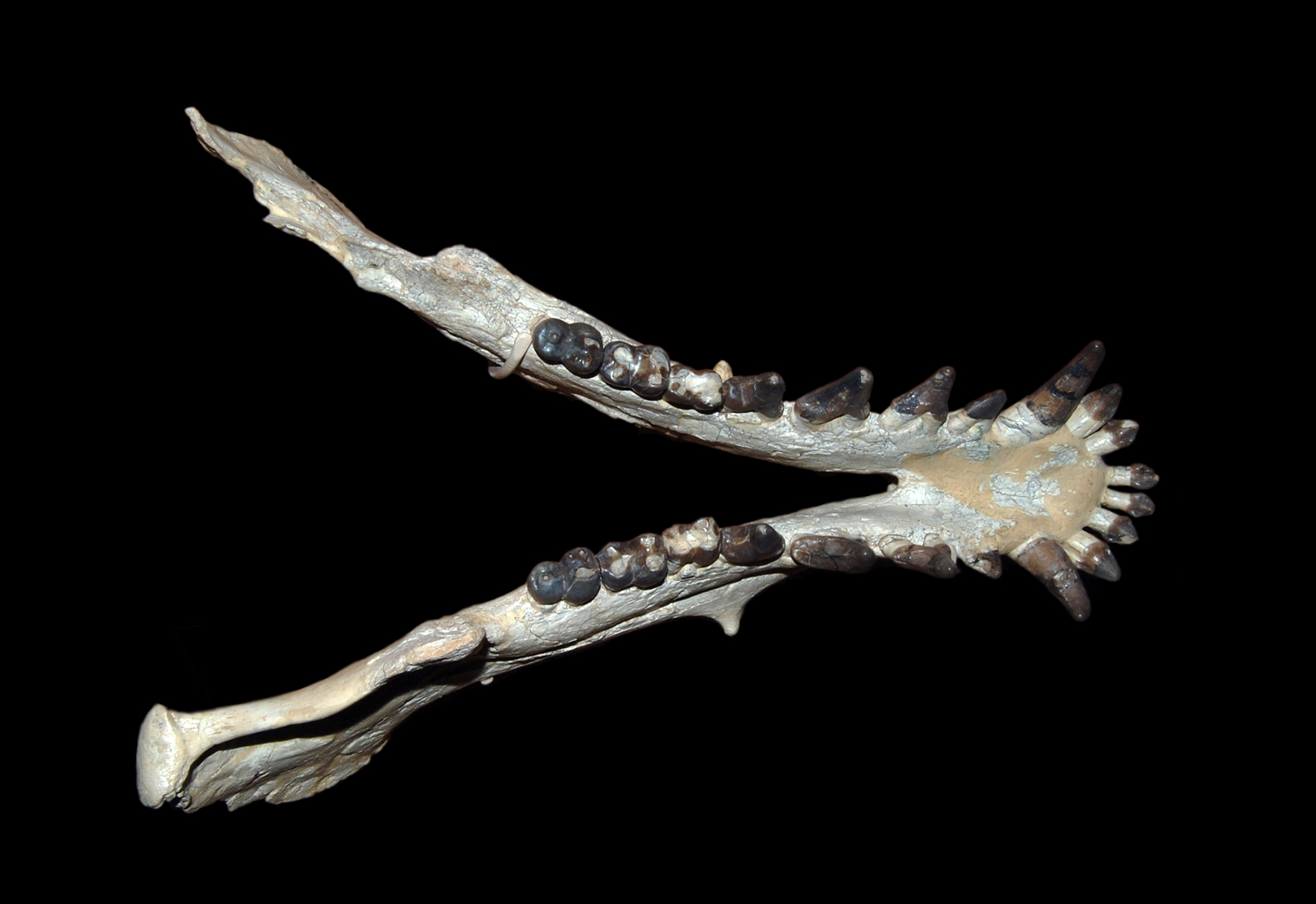
Vista dorsale della mandibola di Archaeotherium, che mostra le file di denti mandibolari

Similmente ai maiali, gli entelodonti conservano un gran numero di denti, un tratto plesiomorfo che si avvicina alla condizione ancestrale degli artiodattili. Hanno una formula dentale tipica dei mammiferi, di 3.1.4.3 / 3.1.4.3, il che significa che ogni fila di denti ha tre paia di robusti incisivi, un paio di grandi canini, quattro paia di premolari appuntiti e tre paia di molari relativamente semplici e piatti. Questa dentatura non ridotta o "completa" è l'origine del nome della famiglia, che in greco significa "denti completi".
Gli incisivi sono ravvicinati tra loro, ma non sviluppano una superficie tagliente diritta distinta, e variano notevolmente da specie a specie, dalla forma di scalpello in Archaeotherium a incisivi massicci e arrotondati in Daeodon. I canini presentano una spessa copertura di smalto e hanno una sezione trasversale circolare, a differenza della maggior parte degli artiodattili. Negli individui più anziani, la punta del canino superiore è spesso molto usurata o addirittura scheggiata. I premolari sono triangolari se visti lateralmente, con una cuspide principale ampia e conica. Sono allungati dalla parte anteriore a quella posteriore e ampiamente distanziati, occupando gran parte della fila dei denti. I molari sono bunodonti, con cuspidi molto basse e arrotondate piuttosto che superfici a taglio. I denti bunodonti sono comuni anche in altri mammiferi onnivori, inclusi maiali, orsi e umani. I molari superiori hanno fino a sei cuspidi e una cresta bassa (un precingulum) sul bordo anteriore della corona. I molari inferiori hanno solo quattro cuspidi principali (tranne in Proentelodon); le due cuspidi anteriori (il metaconide e il protoconide) possono essere collegate da una cresta orizzontale e sono leggermente più grandi delle due cuspidi posteriori.

### Scheletro

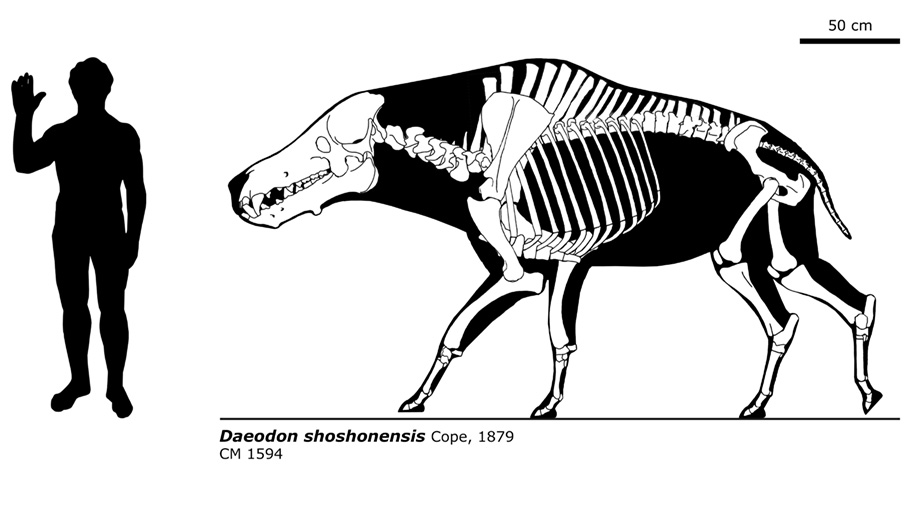
Diagramma dello scheletro di Daeodon

Lo scheletro degli entelodonti non era particolarmente specializzato mantenendo i tipici tratti scheletrici degli artiodattili, come un'articolazione della caviglia a doppia puleggia e piedi paraxonici ("uniformi") con il peso diviso equamente tra le due dita centrali. Avevano quattro dita in totale, con le due centrali che formavano piccoli zoccoli appuntiti, mentre le restanti due erano vestigiali e probabilmente non visibili esternamente. Nelle specie più grandi, le lunghe spine neurali a livello della scapola formavano una spessa gobba di muscoli, simile a quella di bisonti e rinoceronti, che sosteneva il peso della grande testa. Gli arti erano lunghi e il radio e l'ulna erano fusi. Anche se non fusi, i metatarsi (ossa del piede sollevate) erano lunghe e vicine. Le proporzioni degli arti e degli zoccoli sono coerenti con quelle altri ungulati adatti alla corsa su terreni aperti, sebbene non fossero adatti ad alte velocità.

## Paleobiologia

### Movimento e muscolatura della mascella

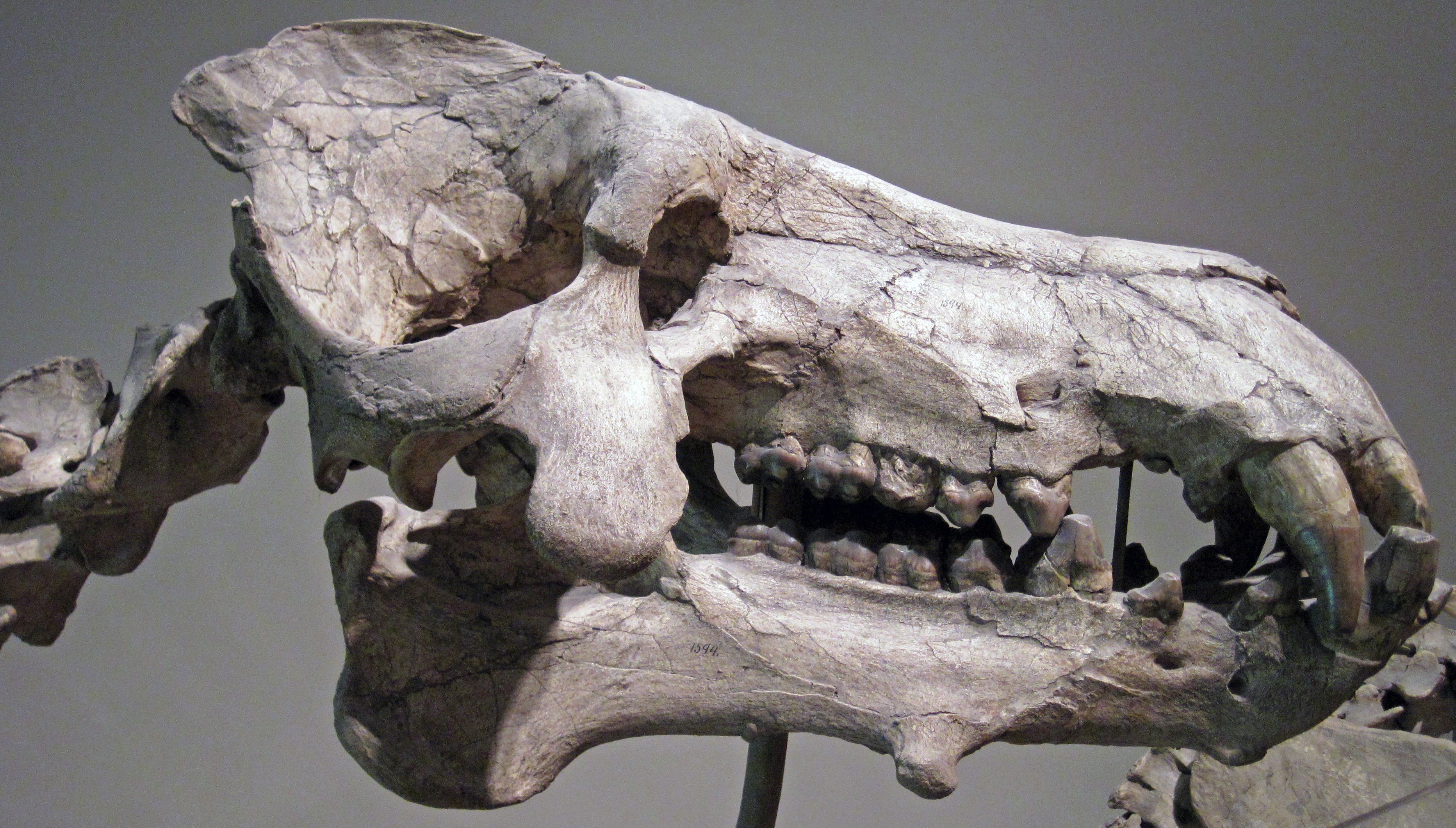
Cranio di Daeodon

L'ampia e alta fossa temporale presente nel cranio di questi animali permetteva l'alloggiamento di un muscolo temporale molto grande, che si estendeva dal lato del cranio fino al processo coronoideo della mandibola. Il muscolo temporale non era solo grande e forte, ma possedeva anche un lungo momento meccanico grazie al processo coronoideo che si spostava in avanti. Le aree pterigoidee, zigomatiche e postorbitali rinforzate sostenevano le forze generate dal muscolo. Le dimensioni e l'orientamento del muscolo temporale è più simile a quelle presenti nei carnivori, dove si traducono in un morso a forbice (ortale) forte e stabile.
Sebbene l'articolazione della mandibola fornisse più spazio per il muscolo temporale, rappresentava anche un problema per il muscolo massetere. Il massetere, che si estende dall'arco zigomatico all'angolo posteriore inferiore della mandibola, è un componente importante dell'apparato masticatorio negli artiodattili erbivori. Mentre altri artiodattili aggiungevano un momento meccanico al muscolo sollevando l'articolazione della mascella, gli entelodonti espandevano invece la parte posteriore della mascella verso il basso, come una flangia profonda e curva. Inoltre, le caratteristiche flange giugali degli entelodonti erano ricoperte di cicatrici muscolari all'interno, probabili punti d'attacco dei muscoli per rafforzare il massetere. Solo pochi mammiferi moderni hanno proiezioni sovrasviluppate sull'arco zigomatico, inclusi gli xenarthri, canguri e alcuni roditori. Come gli entelodonti, questi mammiferi usano le loro flange come mezzo per fornire spazio extra per l'attacco del muscolo massetere, sviluppando robuste barre craniche per resistere alle forze risultanti sul cranio. Anche il muscolo pterigoideo, che segue un percorso e una funzione simili al massetere, beneficiava della profonda flangia nella parte posteriore della mascella.
La funzione dei tubercoli mandibolari non è certa, ma si ipotizza che potessero essere correlati alla muscolatura mascellare. Questi tubercoli sono solamente correlati con le dimensioni dell'individuo, sebbene alcuni taxa (Brachyhyops e Cypretherium) possano essere diagnosticati propria dall'assenza di una specifica coppia di tubercoli mandibolari. Generalmente, i tubercoli mandibolari posteriori si sviluppano più avanti nella vita dell'animale rispetto alla coppia anteriore, e nessuno dei tubercoli smetteva di crescere mentre l'animale si sviluppa. L'uso dei tubercoli anteriori non è chiaro; un'idea speculativa suggerisce che servissero come punto d'aggancio per forti muscoli labiali in entelodonti particolarmente erbivori. I tubercoli posteriori potevano fornire un collegamento al muscolo digastrico che aiuta ad aprire le fauci. Gli ippopotami, che hanno un muscolo digastrico particolarmente complesso e ben sviluppato, sviluppano occasionalmente un tubercolo per sostenere il digastrico in un'area equivalente sulla mascella.
L'articolazione delle fauci degli entelodonti era probabilmente più connessa rispetto alle mascelle sciolte della maggior parte degli altri artiodattili. Il condilo mandibolare era convesso e inserito in una faccetta fortemente concava (glenoide) sull'arco zigomatico, che avrebbe limitato il movimento anteriore-posteriore (propalinale) della mascella. Tuttavia, la struttura del condilo mandibolare stesso consentiva un'ampia gamma di movimenti e l'arco zigomatico inclinato lateralmente forniva spazio per il movimento laterale (trasversale) guidato dal massetere e dallo pterigoideo. L'articolazione non vincolata e il processo coronoideo corto potrebbero corrispondere a fibre muscolari particolarmente lunghe. Ciò indica una sospensione della mascella a cerniera con un'apertura molto ampia, simile a quella di alcuni moderni carnivori, come i felini. In base alla forma del condilo mandibolare, la massima apertura possibile in base alle ossa sottostanti (sebbene non necessariamente la più ampia apertura possibile in vita) era di circa 109 gradi in Archaeotherium.
Le sfaccettature da usura sui denti degli entelodonti supportano la lavorazione degli alimenti in tre parti. In primo luogo, gli incisivi e i canini mordevano con un forte movimento ortale, afferrando e perforando il cibo. Quindi, il cibo veniva ritrasferito ai premolari, che rompevano le parti dure del cibo con movimenti simili. Infine, il cibo veniva frantumato e macinato dai molari, utilizzando una combinazione di macinazione orale e trasversale. Questo stesso processo di base è osservabile nei suini e nei pecari moderni, che hanno una dentatura simile. Ogni individuo potrebbero aver preferito un lato della mascella per la masticazione, poiché premolari e molari mostrano spesso una distribuzione asimmetrica dell'usura tra il lato sinistro e destro della bocca.

### Dieta

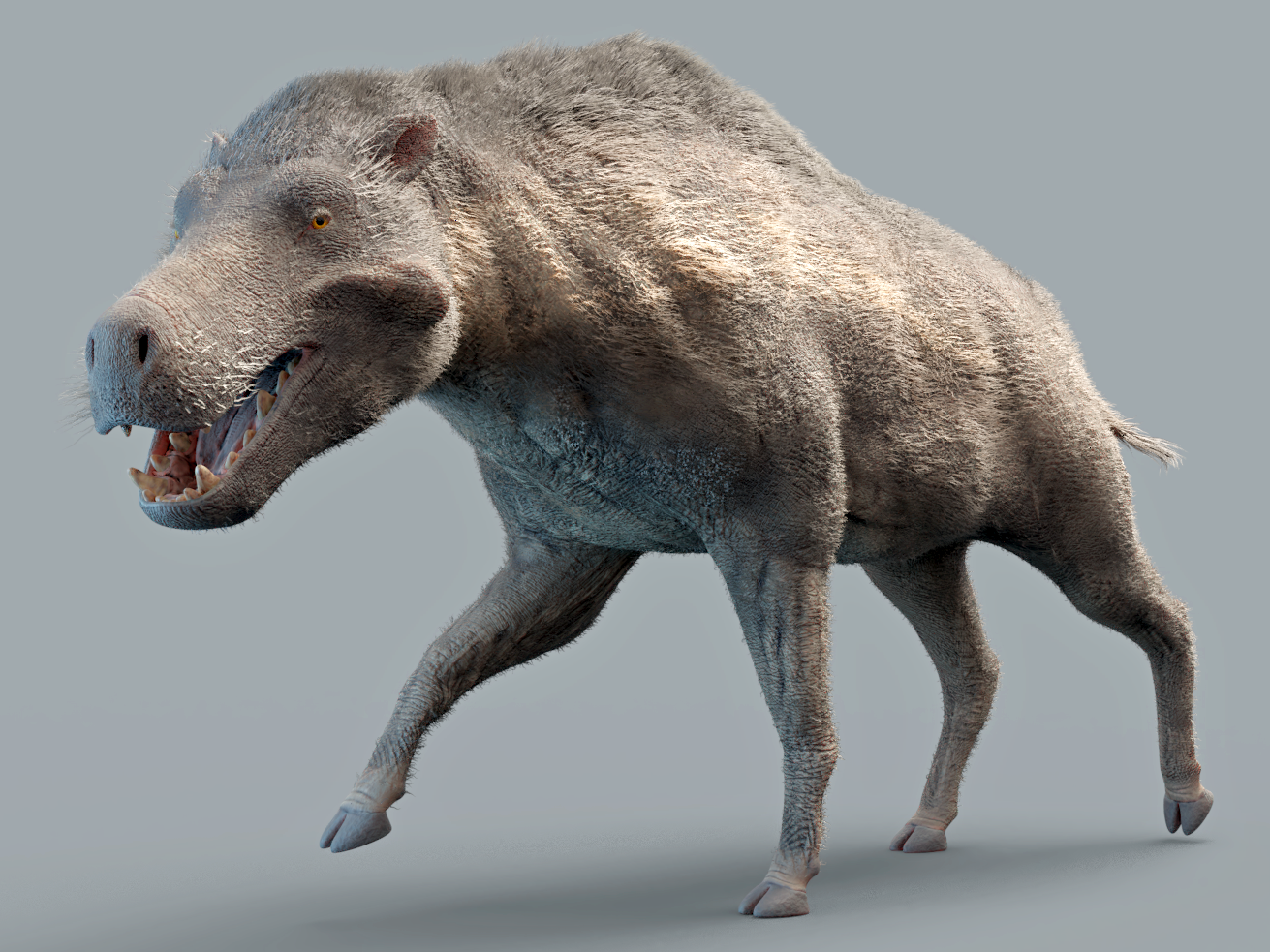
Ricostruzione artistica di Daeodon

In confronto a maiali e pecari, gli entelodonti erano quasi certamente onnivori, in una certa misura. I loro denti e la struttura delle fauci avrebbero facilitato la lavorazione di cibi grandi e resistenti. A differenza dei diversi e completamente erbivori artiodattili pecora, gli entelodonti mancano di specializzazioni per tagliare e sminuzzare erba e altre piante particolarmente fibrose. Invece, gli entelodonti erano probabilmente brucatori, che si nutrivano di radici, noci, frutti e rami come loro principali fonti di cibo vegetale. Gli stessi adattamenti utili per la lavorazione di materiale vegetale resistente sarebbero stati ugualmente utili per lo smembramento di carogne e ossa, che potrebbero essere stati i componenti principali della dieta degli entelodonti. A differenza dei maiali, gli individui più giovani avevano una serie completa di 32 denti decidui. I denti erano affilati, sottili e semiseghettati, pertanto meno adatti a frantumare cibo duro rispetto agli esemplari adulti.
In molti entelodonti, i canini acquisiscono superfici di usura arrotondate sulla punta, indicando un uso regolare su materiale duro come le ossa. Modelli simili di usura canina si osservano anche nei felini moderni, procurati durante forti morsi inferti attraverso i loro canini quando uccidono la preda. In alcune specie le basi dei canini sono sfregate da solchi lisci, un tratto coerente con le abrasioni da materiale vegetale ricoperto di sedimenti come tuberi e radici. Questi solchi potrebbero invece essere stati prodotti spogliando una vegetazione lunga e fibrosa, come le viti ricche d'acqua. Il genere Daeodon è noto per avere un tipo distintivo di usura dei denti "piecrusto" sulla punta dei premolari, con una superficie della dentina piatta circondata da smalto scheggiato, simile a quanto osservato nelle iene odierne. Pochi mammiferi contemporanei si sono avvicinati agli entelodonti nella misura degli adattamenti coerenti alla saprofagia. Ossa fossili che portano il segno di grandi graffi e segni di perforazione da denti possono essere trovate in tutti i siti fossiliferi in cui sono stati ritrovati anche resti di entelodonti nelle Grandi Pianure americane, incluso un cranio di Merycoidodon che presenta ancora un incisivo dell'entelodonte Archaeotherium incassato nella scatola cranica.
Gli entelodonti potrebbero essere stati anche predatori attivi, sebbene l'entità di questo comportamento sia dibattuta. Diverse specie di suini moderni possono occasionalmente ricorrere alla predazione e persino erbivori tradizionali, come i cammelli, mostrano un'usura dentale coerente con una dieta da spazzino. Se fossero stati predatori, gli entelodonti non sarebbero stati soli: molti altri mammiferi loro contemporanei riempivano la nicchia di superpredatori, inclusi i nimravidi dai denti a sciabola, gli anficionidi ("cani orso") e i creodonti ienodontidi. Uno degli esempi più evidenti di prove circostanziali di predazione è un fossile ritrovato nella Formazione White River del Wyoming, che rappresenta un deposito di scheletri parziali e altri resti del camelide primitivo Poebrotherium. Le carcasse erano ricoperte da grandi fori sul cranio, sul collo e sul tratto dalle vertebre toraciche a quelle lombari, associabili ai segni lasciati dai denti degli entelodonti, e che sono state attribuite ad un'attività di predazione o saprofagia da parte di Archaeotherium.

### Comportamenti intraspecifici
La struttura delle fauci e la muscolatura stimata forniscono numerose prove che indicano che gli entelodonti potevano aprire enormemente la propria bocca. Questo tratto potrebbe essere stato utile per cacciare o nutrirsi di carogne, ma adattamenti simili sono spesso collegati anche a comportamenti competitivi negli erbivori. Gli ippopotami, un gruppo correlato con adattamenti simili, sono erbivori aggressivi che possono spalancare la bocca fino a 150 gradi e mostrare canini allargati per intimidire i rivali. Gli ippopotami maschi si impegnano in gare testa a testa di "sbadigli intimidatori" e lotte spingendosi l'un altro con le fauci spalancate, mentre le femmine attaccano avvicinandosi di lato e sbattendo la testa contro il corpo dell'avversario. L'ampia apertura della bocca e i robusti crani degli entelodonti sarebbero stati utilizzati in competizioni intraspecifiche, supportate da prove fossili. Grandi segni di morsi, comprese fori cicatrizzati, sono comuni nei crani di vari entelodonti americani. Queste ferite sono concentrate sopra i seni paranasali e si trovano solo su esemplari adulti. Si potrebbero facilmente tracciare un confronto tra questi segni di morsi e l'ampia gamma di competizione intraspecifica su compagni o territori negli artiodattili moderni. Mordere il muso dell'avversario, in particolare, è un comportamento competitivo comune tra i cammelli maschi, un altro gruppo di artiodattili "primitivi". Lesioni alla cassa toracica sono state attribuite ad aggressioni intraspecifiche in Archaeotherium. Una possibile funzione per i tubercoli mandibolari anteriori è quella di supporto per della pelle indurita, che avrebbe agito come tampone o come ornamento di visualizzazione durante le competizioni intraspecifiche.

## Classificazione

### Prime scoperte

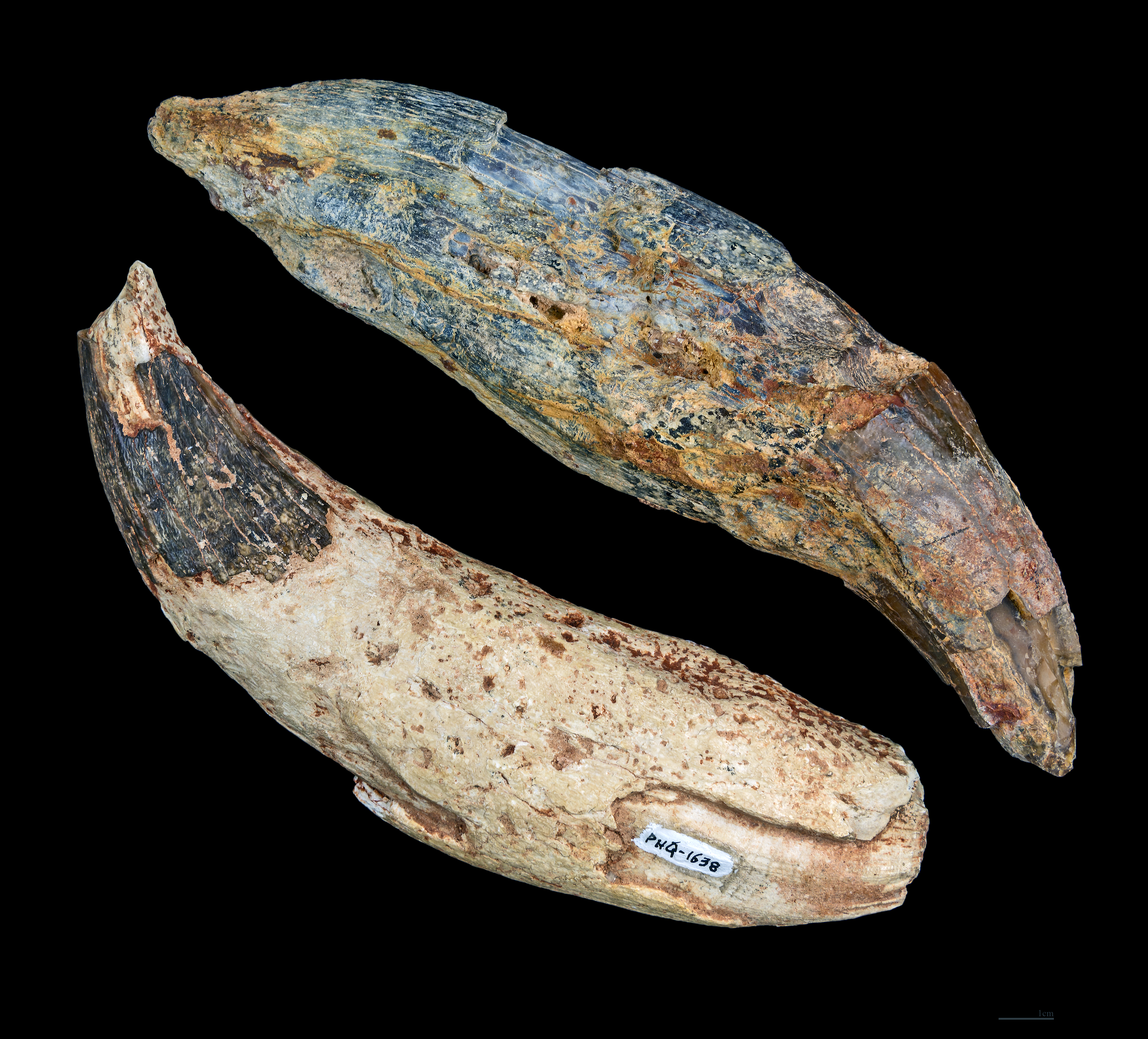
Due canini mandibolari di E. magnus, al MHNT

I primi fossili di entelodonti nominati furono descritti in un breve lasso di tempo negli anni '40 dell'Ottocento. La prima specie di entelodonte conosciuta da resti fossili decenti fu Entelodon magnus, una specie europea che prese il nome dal paleontologo francese Auguste Aymard. C'è un certo dibattito su quando la descrizione di Aymard fu pubblicata per la prima volta; sebbene la maggior parte degli autori ritenesse che fosse stato scritta nel 1846, una citazione all'interno dell'articolo suggerisce che non fu pubblicato fino al 1848. Auguste Pomel, uno dei contemporanei di Aymard, descrisse un altro fossile come Elotherium più o meno nello stesso periodo. Il volume di Pomel fu probabilmente pubblicato nel 1846 o nel 1847, anche se con ristampe sopravvissute risalenti al 1848. Entelodon ed Elotherium sono quasi certamente sinonimi, sebbene i fossili appartenenti a quest'ultimo siano frammentari e siano andati perduti, mentre quelli del primo furono probabilmente descritti in seguito. Quasi tutti gli autori storici e moderni preferiscono usare Entelodon a scopo di chiarezza, anche se non avrebbe la priorità secondo le rigide regole della nomenclatura. La confusione di priorità tra Entelodon ed Elotherium si riflette nel nome della loro famiglia corrispondente. Edward Richard Alston coniò il nome Elotheriidae nel 1878, mentre Richard Lydekker usò il nome Entelodontidae nel 1883. Come con Entelodon, quasi tutti i paleontologi preferiscono utilizzare il nome Entelodontidae quando si riferiscono a questa famiglia.
In seguito alla confusione tra Entelodon ed Elotherium, in Europa continuarono a essere scoperti fossili di entelodonti. A partire dal 1850, anche in Nord America cominciarono ad essere descritti entelodonti di grandi dimensioni, sebbene la maggior parte dei nuovi generi furono infine raggruppati nei generi Archaeotherium e Daeodon. All'inizio del 20º secolo, l'anatomia scheletrica dell'entelodonte era ben compresa grazie alla quantità di fossili scoperti fino a quel punto. Nel 1909, un massiccio scheletro completo di "Dinohyus" hollandi (= Daeodon), CM 1594, fu descritto ed esposto al Carnegie Natural History Museum. Con il proseguimento del 20º secolo, furono scoperti anche entelodonti asiatici (Eoentelodon, Paraentelodon), così come alcuni dei membri più primitivi noti della famiglia (Eoentelodon, Brachyhyops).

### Classificazione tradizionale
I primi entelodonti furono descritti insieme al riconoscimento da parte di Richard Owen degli artiodattili come gruppo naturale. Le prime fonti consideravano gli entelodonti dei veri suini, ma quando furono scoperti ulteriori fossili, divenne chiaro che avevano una lunga storia evolutiva separata dai maiali. Indipendentemente da ciò, gli entelodonti erano universalmente accettati come esempi di artiodattili "primitivi", con denti bunodonti non specializzati in contrasto con i forti adattamenti erbivori presenti nei ruminanti più "avanzati". Furono eretti vari nomi per comprendere gli artiodattili odierni ed estinti dai denti bunodont e non ruminanti, come "Omnivoria" (Owens, 1858), "Bunodontia" (Lydekker, 1883) e "Nonruminantia" (Gregory, 1910).
Alcuni autori consideravano gli entelodonti troppo "primitivi" per essere paragonati ai moderni artiodattili bunodonti. In questi studi, gli entelodonti sono stati collocati nei "Palaeodonta", un gruppo condiviso con varie altre famiglie estinte. I coeropotamidi, i cebocoeridi e gli eloidi erano frequentemente associati agli entelodonti, a volte anche come potenziali antenati. Successivamente, la superfamiglia Entelodontoidea venne nominata per comprendere Entelodontidae e i loro presunti parenti estinti più vicini. Negli studi moderni, Entelodontidae è generalmente considerata l'unica famiglia all'interno di Entelodontoidea.
Molti studi sostennero che gli entelodonti avessero stretti rapporti con suini, pècari e ippopotami. Vari gruppi sono stati sviluppati e denominati in riferimento a un'anatomia simile a un maiale, con nomi come Suina (Gray, 1868) e Suiformes (Jaeckel, 1911) collocati in contesti variabili. Una definizione ristretta di Suina è ancora in uso, come un importante sottordine artiodattilo che comprende Tayassuidae (pècari) e Suidae (maiali). Le prime analisi cladistiche degli artiodattili collocavano Entelodontidae come sister taxon di un clade Tayassuidae + Suidae. Ciò sembrava giustificare i frequenti confronti tra entelodonti e maiali.

### Cetancodontomorpha

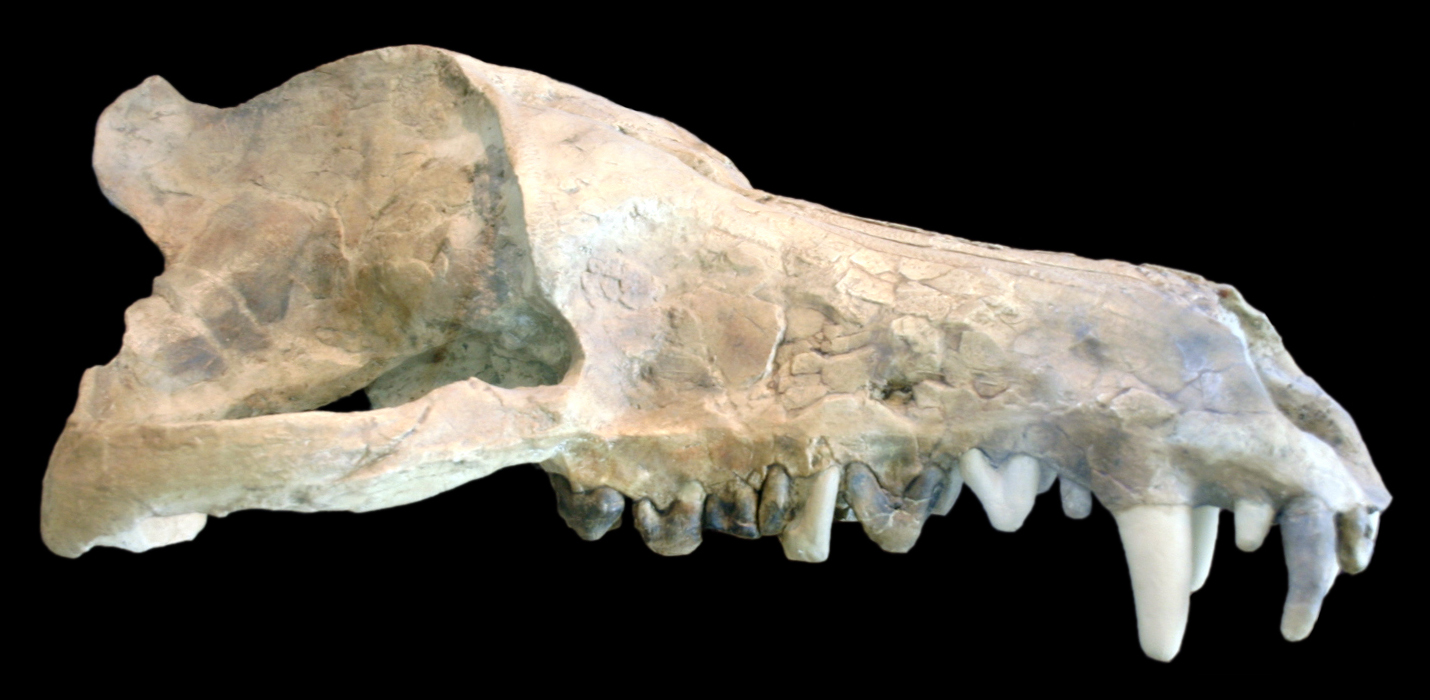
Olotipo di Andrewsarchus, all'American Museum of Natural History

Mentre gli entelodonti sono stati a lungo classificati come membri di Suina, Spaulding et al. li hanno trovati più vicini a balene e ippopotami che ai maiali. L'analisi cladistica della posizione delle balene in relazione ad artiodattili e mesonichi cambia radicalmente a seconda dell'inclusione dell'enigmatico mammifero gigante Andrewsarchus, il quale è stato suggerito essere un entelodonte o un parente stretto.
Molti ex generi di entelodonti sono stati sinonimizzati. Ad esempio, alcuni autori hanno sinonimizzato "Dinohyus" con Daeodon shoshonensis, una specie descritta da materiale frammentario da Cope.

### Generi
- †Archaeotherium
- †Brachyhyops
- †Cypretherium[1]
- †Daeodon
- †Entelodon
- †Eoentelodon
- †Paraentelodon
- †Proentelodon?[2] (forse non un entelodonte)[16][17]

## Nella cultura popolare

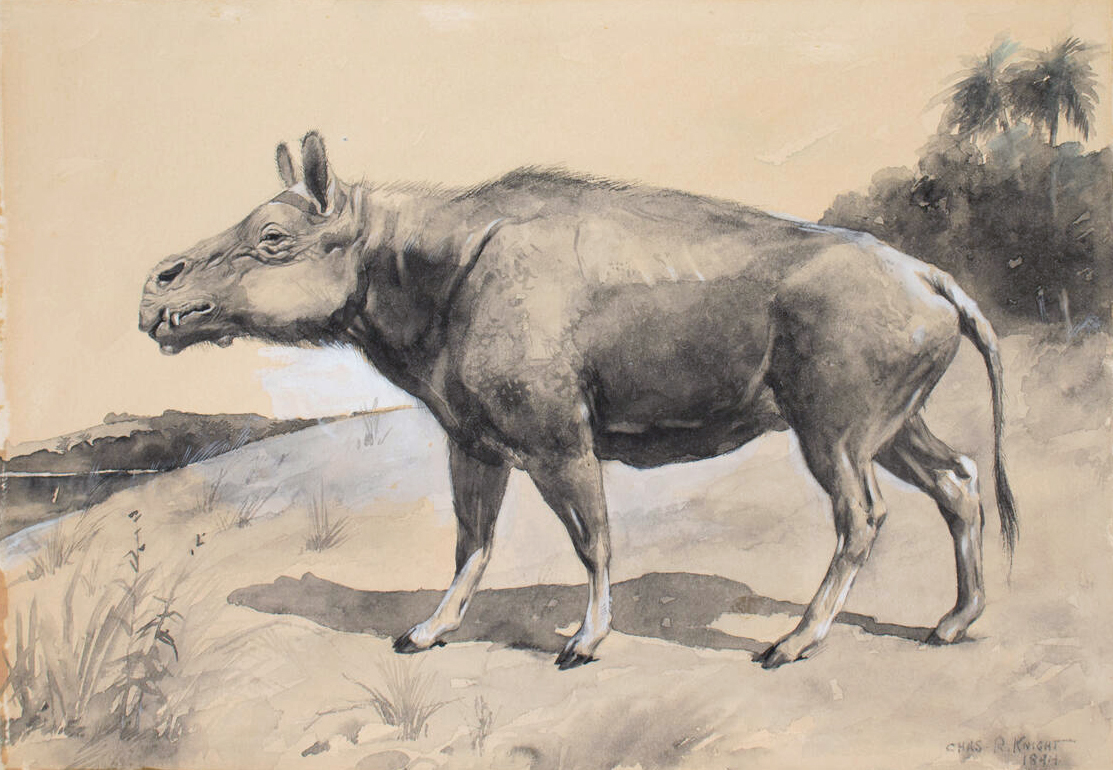
Ricostruzione artistica di Entelodon, di Charles R. Knight (~1890s)

Considerato il loro aspetto bizzarro e spaventoso, gli entelodonti sono uno dei gruppi di mammiferi preistorici più apprezzati nei documentari, dove talvolta vengono soprannominati con nomi esagerati e sensazionalisti, come maiali infernali o maiali terminator.
Gli entelodonti compaiono nel terzo episodio del popolare documentario della BBC I predatori della preistoria, dove, nel programma, il narratore si riferisce sempre alle creature come "entelodonti" piuttosto che a un genere più specifico, come Entelodon o Paraentelodon. Le stesse creature compaiono con lo stesso aspetto in un'altra produzione della BBC, il remake del 2001 de Il mondo perduto.
Gli entelodonti sono anche tra i protagonisti dell'episodio 4 dello show Prehistoric Predators del National Geographic Channel, nell'episodio appositamente intitolato "Il maiale killer" (Killer Pig). L'episodio presenta una serie di affermazioni non provate o smentite dalla scienza, come l'affermazione che Archaeotherium (semplicemente identificato come "entelodonte" nello show) fosse il principale predatore delle Badlands americane e che fosse l'antenato diretto dell'ancor più grande Daeodon (chiamato "Dinohyus" nello show).